# Appartamenti Ponte City
Gli Appartamenti Ponte City (in inglese: Ponte City Apartments), chiamato anche Ponte City, sono un grattacielo situato a Johannesburg, in Sudafrica.
Costruito nel 1975 e con un'altezza di 185 metri, è il grattacielo residenziale più alto in Africa. L'edificio composto da 55 piani ha una forma cilindrica, il nucleo cavo permette un maggiore afflusso di luce all'interno degli appartamenti. Il centro dell'edificio, noto come "the core", ha come pavimentazione della roccia naturale. All'epoca della costruzione un appartamento all'interno di Ponte City era considerato molto desiderabile, grazie alla vista della città che si gode dal grattacielo. L'insegna in cima alla torre è la più grande dell'emisfero meridionale, ha pubblicizzato Coca-Cola fino al 2000. Oggi è di proprietà della Vodacom, società di telecomunicazione sudafricana.

## Progetto
L'edificio fu progettato da un team composto da Manfred Hermer, Mannie Feldman e Rodney Grosskopff. All'epoca le leggi locali di Johannesburg richiedevano che cucine e bagni avessero una finestra, per questa ragione il grattacielo fu progettato con un nucleo cavo, in maniera da permettere alla luce naturale di penetrare negli appartamenti da entrambi i lati. Ai piedi del maestoso edificio vi era una zona commerciale, ed i progetti iniziali prevedevano la costruzione di una pista da sci indoor nei 3 000 m2 del nucleo interno.

## Degrado e ristrutturazione
Durante la seconda metà degli anni ottanta la classe media iniziò a spostarsi verso i sobborghi e il quartiere vide aumentare i livelli di criminalità, rendendo Ponte City un luogo poco sicuro e facendo dell'edificio un simbolo del degrado urbano. Il grattacielo era diventato centro di attività criminali come spaccio e prostituzione.
L'edificio, allora di proprietà del Kempston Group di Londra, nel 2001 fu oggetto di un ambizioso progetto di riqualificazione e ristrutturazione. Un secondo intervento iniziò nel 2007 da parte di David Selvan e Nour Addine Ayyoub, con l'intento di realizzare appartamenti di lusso. Il progetto si arenò e lasciò in stato di cantiere una parte significativa dell'edificio. Dopo il fallimento di Selvan e Ayyoub, Kempston riprese in mano le redini della riqualificazione, arrivando nel 2011 a una quasi completa riqualificazione della torre. Dopo anni di sviluppo, Ponte City è oggi un edificio rinato, che ospita migliaia di residenti e fa simbolo della rigenerazione urbana nella grande città sudafricana.

## Nella cultura di massa

### Nel cinema
- Una scena del film Humandroid è stata girata a Ponte City[7].
- Una delle scene finali del film District 9 raffigura il grattacielo.